# متحف الجيمي

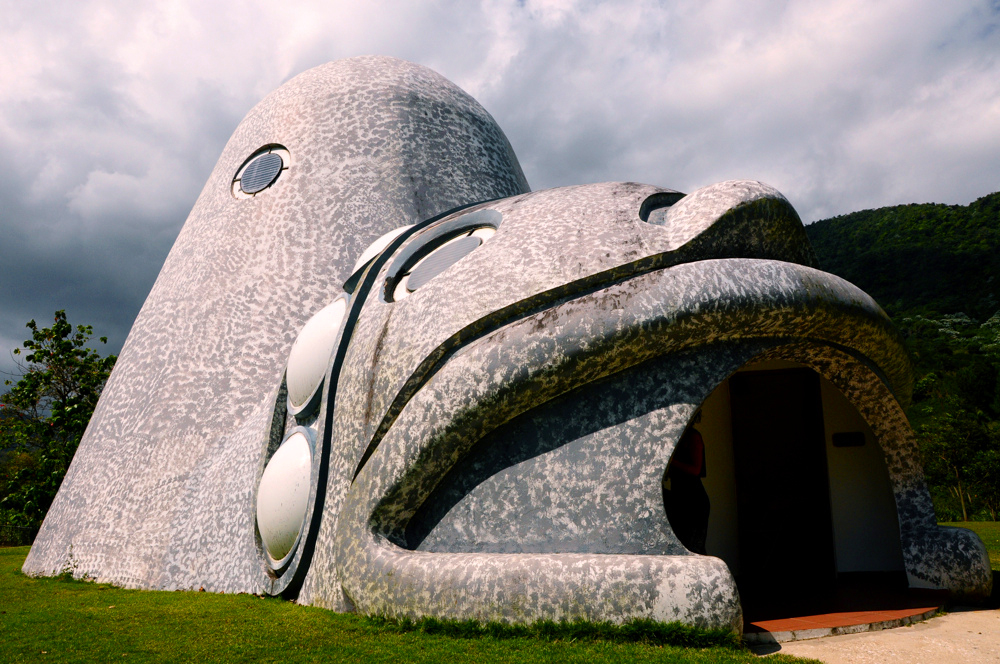
منظر لمتحف الجيمي

متحف الجيمي هو متحف تاريخي في كوابي باريو في جايويا، بورتوريكو الذي تم افتتاحه في عام 1989. مبنى المتحف نسخة طبق الأصل من الجيمي ويعرض القطع الأثرية من تاينو.

## وصف
تم تصميم و بناء مبنى المتحف على شكل جيمي، وهو إله تاينو ويقع على PR-144 في كوابي، جايويا. وتم افتتاح المتحف في عام 1989.
كانت جيمي آلهة تاينو.

## معرض الصور

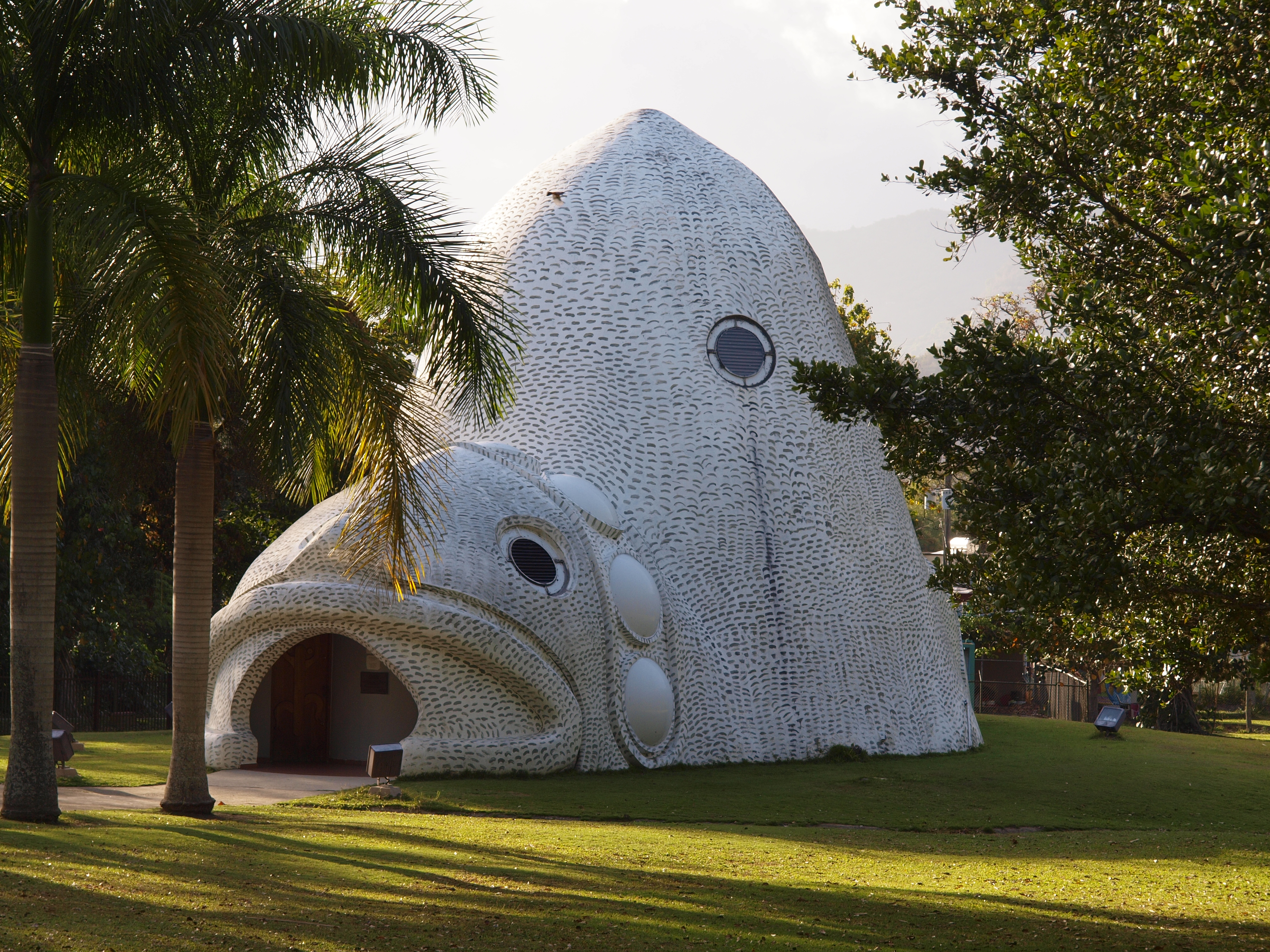
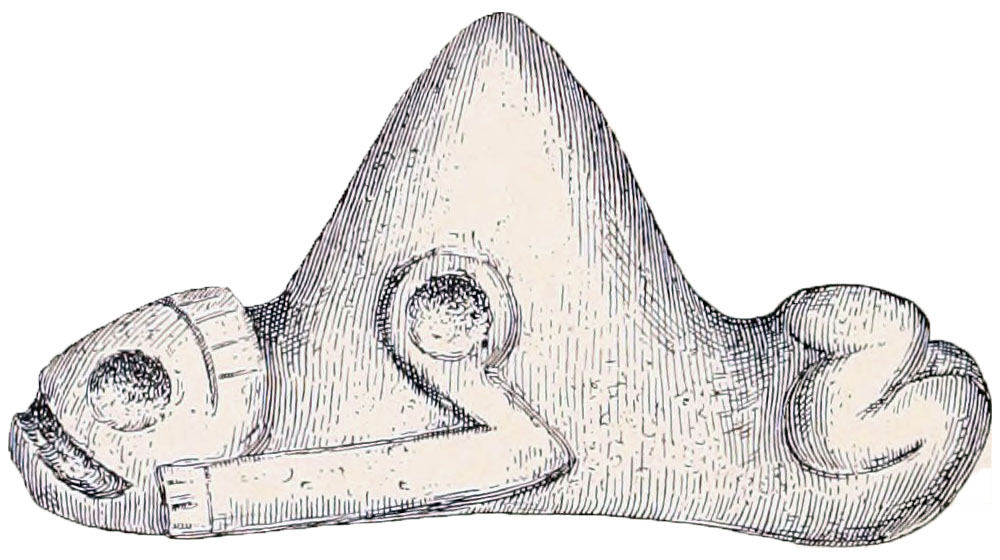
حجر جيمي ذو الزوايا الثلاث هو عينة تنتمي إلى السيد يونغانيس من بايامون، بورتوريكو

## أنظر أيضا
- الفن البورتوريكي

## وصلات خارجية
- متحف الجيمي  على فيسبوك.